# Канишка Ива
Канишка Ива је насељено место у саставу града Гарешнице у Бјеловарско-билогорској жупанији, Република Хрватска.

## Историја
До територијалне реорганизације у Хрватској налазила се у саставу старе општине Гарешница.

## Становништво
На попису становништва 2011. године, Канишка Ива је имала 466 становника.

## Попис1991.
На попису становништва 1991. године, насељено место Канишка Ива је имало 519 становника, следећег националног састава:
| Попис 1991.‍  | Попис 1991.‍  | Попис 1991.‍ | Попис 1991.‍ | Попис 1991.‍ |
| ------------ | ------------ | ----------- | ----------- | ----------- |
|              |              |             |             |             |
| Хрвати       | Хрвати       |             | 497         | 95,76%      |
| Мађари       | Мађари       |             | 5           | 0,96%       |
| Југословени  | Југословени  |             | 3           | 0,57%       |
| Срби         | Срби         |             | 3           | 0,57%       |
| Чеси         | Чеси         |             | 2           | 0,38%       |
| Словенци     | Словенци     |             | 1           | 0,19%       |
| остали       | остали       |             | 1           | 0,19%       |
| неопредељени | неопредељени |             | 5           | 0,96%       |
| непознато    | непознато    |             | 2           | 0,38%       |
| укупно: 519  |              |             |             |             |